# Peter Ludwig von der Pahlen

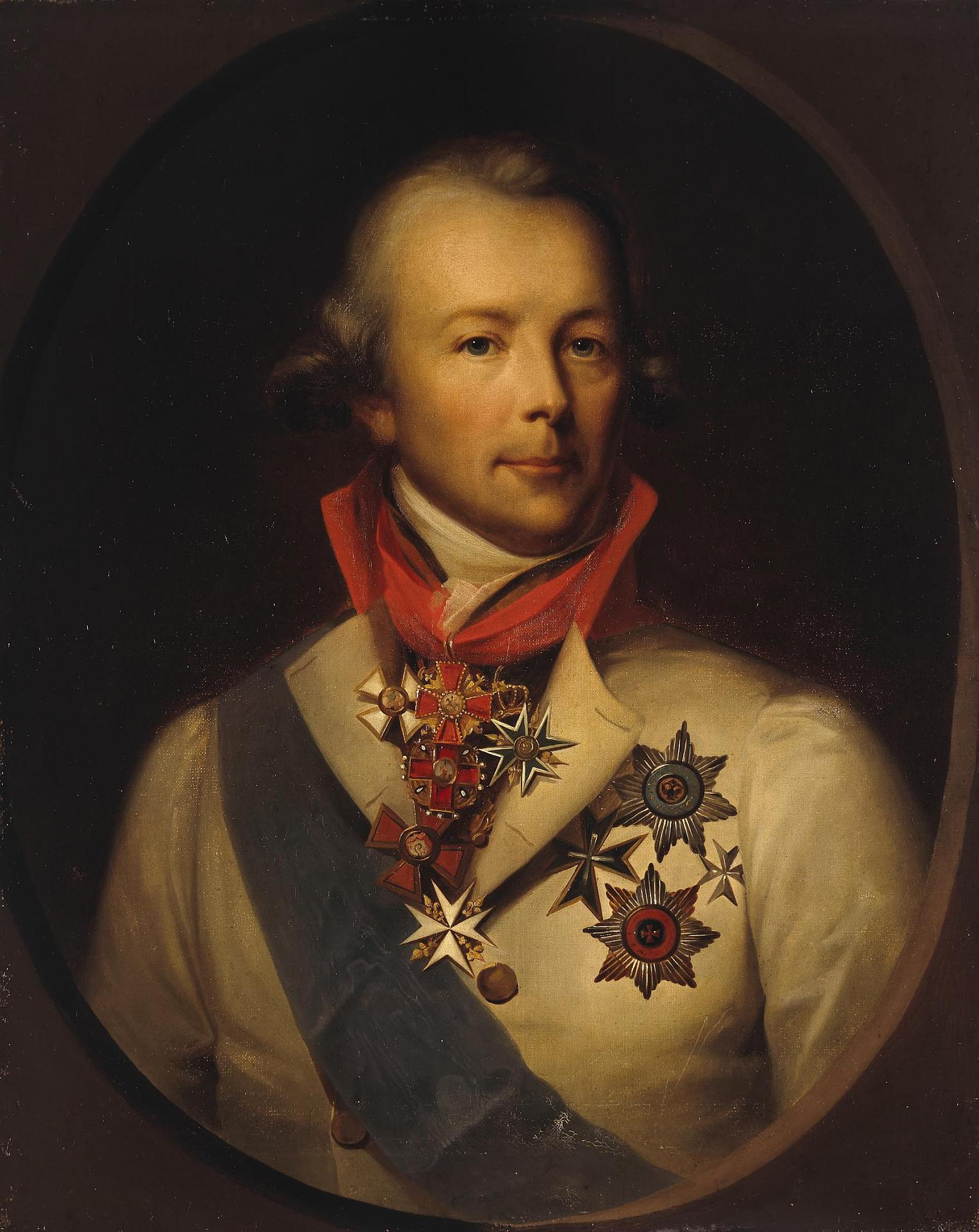
Peter Ludwig von der Pahlen.

Peter Ludwig von der Pahlen (eller Pjotr Aleksejevitj Pahlen, ryska:  Пётр Алексеевич Пален), född den 17 juli 1745, död den 13 februari 1826, var en rysk greve, militär och ämbetsman. Han var far till Peter och Friedrich von der Pahlen samt farbror till Carl Magnus von der Pahlen.
von der Pahlen deltog i sjuårskriget, rysk-turkiska krigen 1768–1774 och 1787–88, kriget mot Sverige 1788–90, från 1787 som generalmajor. von der Pahlen utmärkte sig 1788, vid stormningen av Otjakov, var närvarande vid fredsunderhandlingarna i Värälä, vistades 1790-91 i Stockholm som ryskt sändebud samt blev 1792 viceguvernör i Livland. Åren 1795-97 var han guvernör i Kurland, blev 1797 generalguvernör över Ingermanland och Viborgs län och sedermera generalinspektör för kavalleriet, polisminister, president i utrikeskollegiet, generalguvernör över Estland, Livland och Kurland samt generaldirektör för postväsendet. 
von der Pahlen var herre över alla stats- och privathemligheter och stod högt i gunst hos kejsar Paul, men fruktade dennes nyckfullhet och trädde i spetsen för en sammansvärjning mot honom. Han vann tronföljaren för palatsrevolutionen, höll vakt, under det att Paul stryptes (natten till den 24 mars 1801), hälsade Alexander I som kejsare och tycktes med cynisk likgiltighet betrakta det skedda. Tillsammans med furst Zubov och Bennigsen ämnade han behärska Ryssland, men Alexander fråntog honom redan i april 1801 styrelsen över postväsendet, tillbakavisade hans anspråk på en premiärministers ställning och gav i juli samma år ett hastigt bifall till von der Pahlens anhållan att få draga sig tillbaka till privatlivet.